# Hyostomodes calvifrons
Hyostomodes calvifrons är en fjärilsart som beskrevs av Louis Beethoven Prout 1916. Hyostomodes calvifrons ingår i släktet Hyostomodes och familjen mätare. Inga underarter finns listade i Catalogue of Life.